# Фрешо, Нуну
Нуну Мигел Фрешо Баррету (порт. Nuno Miguel Frechaut Barreto; 24 сентября 1977, Лиссабон, Португалия), более известный как просто Нуну Фрешо (порт. Nuno Frechaut) — португальский футболист, защитник. Выступал за сборную Португалии, участник чемпионата мира 2002.

## Клубная карьера

### Витория Сетубал
Нуну Фрешо — воспитанник молодёжной школы «Витории» из Сетубала. В 1996 году он дебютировал в португальской лиге. Начиная со следующего сезона, то есть с сезона 1997/98, он стал игроком основного состава, и в 1999 году вместе с «Виторией» занял 5 место в чемпионате, которое стало самым высоким для клуба за последние 10 лет. В 2000 году клуб покинул высший дивизион, заняв последнее 16 место в лиге.

### «Боавишта»
По окончании сезона 1999/00 Фрешо перебрался в «Боавишту» из Порту. Быстро завоевал место в составе, и его выступление в дебютного сезоне сыграло большую роль для первой победы в чемпионате в истории Португалии, в чемпионском сезоне он за «пантер» сыграл 21 матч, в которых забил 2 гола. В сезоне 2001/02 «Боавишта» играла в Лиге чемпионов. Клуб успешно завершил групповой этап, став победителем в группе, в которой также выступали немецкая «Боруссия» из Дортмунда и киевское «Динамо». В этом же сезоне он стал вторым в чемпионате Португалии, а в 2003 году вместе с «Боавиштой» дошёл до полуфинала Кубка УЕФА, в котором к финалу клубу из Порту дорогу преградил шотландский «Селтик». В «Боавиште» Нуну играл до конца 2004 года и сыграл 84 матчей за клуб в лиге и забил 6 мячей.

### «Динамо» (Москва)
Зимой 2005 Фрешо перешёл в московское «Динамо» за 700 тысяч евро. В то время в московском клубе играла небольшая группа игроков из Португалии, и Нуно в Москве встретился со своими соотечественниками, среди которых были: Жорже Рибейру, Манише, Коштинья и Луис Кико. Они забили один гол — в своем дебютном матче, который состоялся 12 марта 2005 года, «Динамо» тогда проиграло «Зениту» из Санкт-Петербурга со счётом 1:4. В том сезоне «Динамо» не оправдало надежды, всего же Фрешо в том сезоне сыграл всего 15 игр в российской Премьер-лиге, а также провёл 3 матча в Кубке России.

### «Брага»
В январе 2006 года Фрешо вернулся в Португалию, и на правах свободного агента перешёл в «Брагу», который пришёл в конце того сезона, занял 4 место в лиге. В сезоне 2006/2007 клуб из Браги взял старт в Кубке УЕФА и дошёл до 1/8 финала турнира, потерпев на этой стадии два поражения от «Тоттенхэма» со счётом 2:3. В самом конце августа 2009 года, после трёх с половиной сезонов, проведённых в «Браге», португалец согласился с условиями клуба из второго французского дивизиона «Мец» из одноимённого города.

### Национальная сборная
2 июня 2001 года дебютировал в составе сборной Португалии в отборочном матче к чемпионату мира 2002 года против сборной Ирландии, которая завершилась со счётом 1:1. Португалия вышла в финальный турнир чемпионата мира, и главный наставник сборной Нуну Антонио включил его в заявку на турнир. В Южной Корее Фрешо сыграл только в одной игре в матче против Польши, который завершился со счетом 4:0, несмотря на победу в том матче, португальцы так и не вышли из группы. Фрешо выступал также в отборочный матчах чемпионата мира 2006 года, но в конечном счете не был включён в заявку на предстоящий мундиаль. Всего же за сборную он провёл 17 матчей.
В 2004 Фрешо принимал участие в Олимпийских играх в Афинах, в котором он был один из трех игроков старше 23-летнего возраста. Он играл во всех играх 3 группы, по итогам которых португальцы заняли последнее место в своей группе.

## Статистика
| Сезон                      | Клуб                       | Страна                     | Турнир                     | Игры | Голы |
| -------------------------- | -------------------------- | -------------------------- | -------------------------- | ---- | ---- |
| 1996/97                    | Витория                    | Португалия                 | Суперлига                  | 8    | 0    |
| 1997/98                    | Витория                    | Португалия                 | Суперлига                  | 23   | 0    |
| 1998/99                    | Витория                    | Португалия                 | Суперлига                  | 27   | 1    |
| 1999/00                    | Витория                    | Португалия                 | Суперлига                  | 17   | 1    |
| 2000/01                    | Боавишта                   | Португалия                 | Суперлига                  | 21   | 2    |
| 2001/02                    | Боавишта                   | Португалия                 | Суперлига                  | 25   | 3    |
| 2002/03                    | Боавишта                   | Португалия                 | Суперлига                  | 9    | 0    |
| 2003/04                    | Боавишта                   | Португалия                 | Суперлига                  | 17   | 1    |
| 2004/05                    | Боавишта                   | Португалия                 | Суперлига                  | 12   | 0    |
| 2005                       | Динамо (Москва)            | Россия                     | Премьер-лига               | 15   | 1    |
| 2005/06                    | Брага                      | Португалия                 | Суперлига                  | 25   | 1    |
| 2006/07                    | Брага                      | Португалия                 | Суперлига                  | 24   | 1    |
| 2007/08                    | Брага                      | Португалия                 | Суперлига                  | 22   | 2    |
| 2008/09                    | Брага                      | Португалия                 | Суперлига                  | 21   | 0    |
| Выступление в Суперлиге    | Выступление в Суперлиге    | Выступление в Суперлиге    | Выступление в Суперлиге    | 235  | 11   |
| Выступление в Премьер-лиге | Выступление в Премьер-лиге | Выступление в Премьер-лиге | Выступление в Премьер-лиге | 15   | 1    |